# Armor Battle
Armor Battle (Bataille de chars ou Combat de chars d'assaut dans les éditions destinées aux marchés francophones) est un jeu vidéo multijoueur développé par APh Technological Consulting et édité par Mattel Electronics, sorti en 1979, sur la console Intellivision,, puis porté sur Atari 2600 par M Network en 1982 sous le titre Armor Ambush,.

## Système de jeu
Armor Battle est la réponse de Mattel à Combat de son concurrent Atari, reprenant le principe du duel de tanks mais en ajoutant une dimension plus réaliste et stratégique au champ de bataille. La cartouche contient 240 cartes variées, où les arbres et les bâtiments peuvent servir d'abri contre les tirs ennemis, l'herbe et les marais ralentissent les chars, les routes pavées au contraire permettent d'aller plus vite. L'idée d'un terrain miné, déjà utilisée dans le jeu électronique à LED Armor Battle (Bataille de blindés), créé par Mattel Electronics l'année précédente, est également reprise, puisqu'il est possible pour chaque joueur de déposer des mines, invisibles, qui explosent après 5 secondes et endommageant les chars à proximité.
Chaque joueur dispose de deux tanks sur le terrain et peut à tout moment passer de l'un à l'autre.

## Développement
La version Intellivision est écrite par Chris Kingsley. Le portage Atari 2600 est programmé par Hal Finney.
Les illustrations du packaging sont de Jerrol Richardson.

## Accueil
« Un des meilleurs jeux de tanks » d'après TV Gamer Magazine, « bien meilleur que Combat d'Atari ».
Electronic Games classe également Armor Battle parmi les meilleurs jeux de tanks, avec ses graphismes « détaillés de manière satisfaisante » et « attractifs ». Il précise que la version Atari 2600, Armor Ambush, reste une version « légèrement réduite » de la version originale Intellivision.

## Héritage
Armor Battle est présent, émulé, dans la compilation Intellivision Lives! (en) sortie sur diverses plateformes, ainsi que dans A Collection of Classic Games from the Intellivision.
Armor Battle fait partie des jeux intégrés dans la console Intellivision Flashback, sortie en 2014.
Le 24 mars 2010, Armor Battle fait partie des jeux disponibles au lancement du service Game Room (en) de Microsoft, accessible sur Xbox 360 et PC.